# USS Tennessee (SSBN-734)
Pour les autres navires du même nom, voir USS Tennessee.
L’USS Tennessee (SSBN-734) est un sous-marin nucléaire lanceur d’engins de la classe Ohio de l’United States Navy. Il est en service depuis 1988. Il s’agit du quatrième navire de l'US Navy à être nommé USS Tennessee en l'honneur de l'état du Tennessee.

## Construction et mise en service
La construction du Tennessee fut autorisée en 1980 et le contrat fut accordé à la division Electric Boat de General Dynamics à Groton, dans le Connecticut, le 7 janvier 1982. Sa quille fut posée le 9 juin 1986 avant son lancement le 13 décembre 1986. Lors de sa mise en service, le 17 décembre 1988, il était sous le commandement du capitaine D. Witzenburg pour l'équipage bleu et du capitaine Kenneth D. Barker pour l'équipage or (équivalent rouge).
Il est le premier sous-marin mis en service capable de tirer des missiles balistiques Trident II.

## Carrière

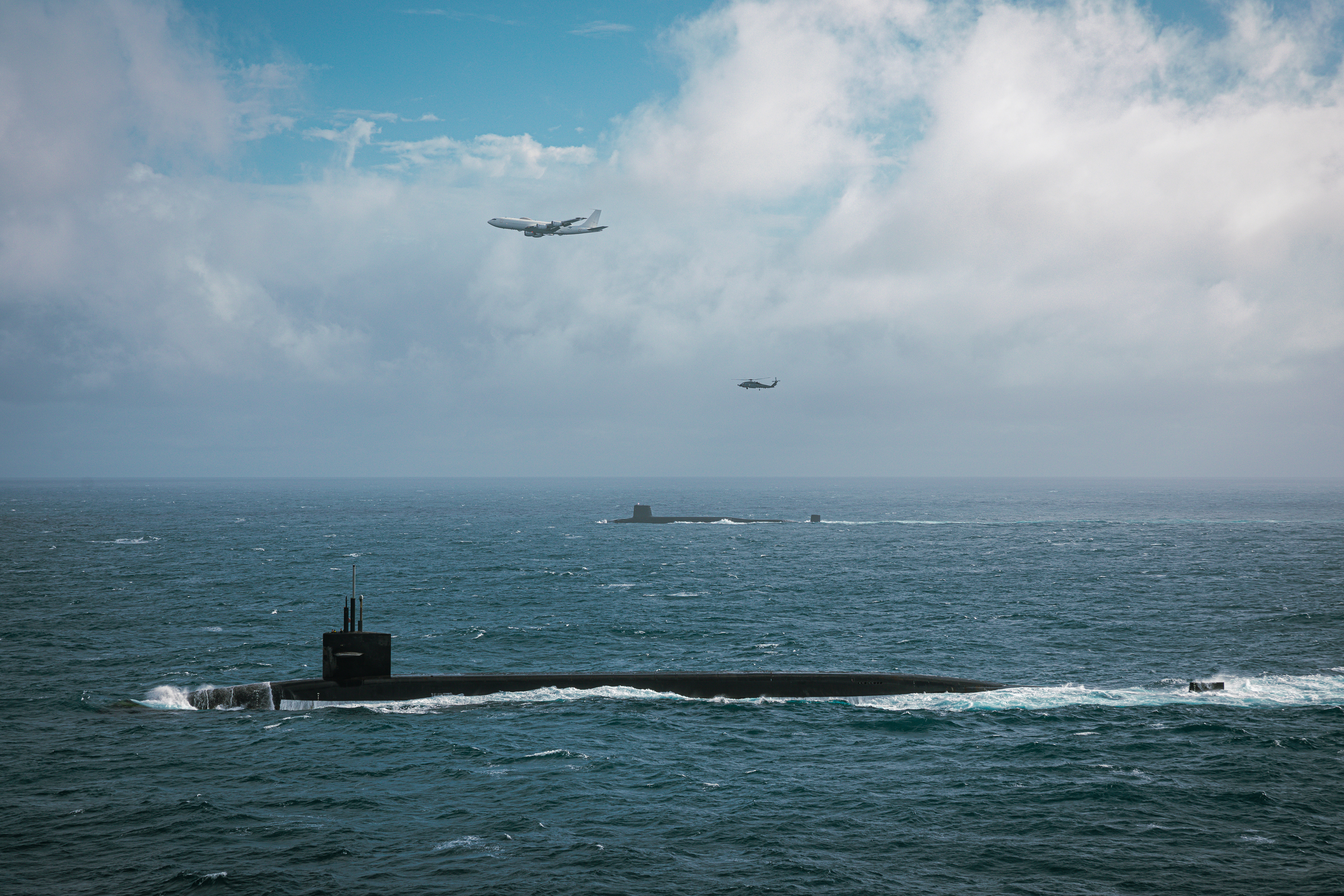
Le Tennessee naviguant de conserve avec un un SNLE de la classe Vanguard de la Royal Navy. Ils sont survolés par un Boeing E-6 Mercury chargé des missions TACAMO et un hélicoptère MH-60R du HSM-72.

Avec les accords SORT, il emporte 20 missiles balistiques au lieu de 24 a l'origine.
Fin 2019, il est le premier sous-marin emportant un ou deux missiles armés de la  version à faible puissance de la W76 désignée W76-2 de 5 à 7 kt autorisée par l'administration Trump en 2018.